# Alfons XI de Castella
Alfons XI de Castella (castellà: Alfonso XI de Castilla)  (Salamanca, 13 d'agost de 1311 - La Línea de la Concepción, 27 de març de 1350) dit el Justicier, fou rei de Castella (1312-1350).

## Família
Fill de Ferran IV de Castella i Constança de Portugal. Va ascendir al tron de Castella i Lleó a la mort del seu pare el 1312, quan Alfons tenia un any d'edat. Es casà en primeres núpcies el 1325 a la catedral de Valladolid amb Constança Manuel, filla de l'infant Joan Manuel de Castella i besneta de Ferran III de Castella. El matrimoni no fou consumat i fou declarat nul el 1327. El 1328 es casà a Alfayete amb Maria de Portugal, filla d'Alfons IV de Portugal i Beatriu de Castella. D'aquest matrimoni van néixer:
- l'infant Ferran de Castella (1332-1333)
- l'infant Pere I de Castella (1334-1369), rei de Castella i rei de Lleó

A partir de l'any 1329 tingué deu fills amb Elionor de Guzmán, rebesneta d'Alfons IX de Lleó.
- l'infant Pere Alfons de Castella (1330-1338), senyor d'Aguilar
- la infanta Joana Alfons de Castella (1330-1375), senyora de Trastàmara
- l'infant Sanç Alfons de Castella (1331-1343), senyor de Ledesma
- l'infant Enric II de Castella (1333-1379), rei de Castella i rei de Lleó
- l'infant Frederic Alfons de Castella (1333-1358), germà bessó de l'anterior, mestre de l'orde de Sant Jaume i senyor d'Haro
- l'infant Ferran Alfons de Castella (1336-d 1342), senyor de Ledesma
- l'infant Tello de Castella (1337-1370), senyor d'Aguilar de Campos i de Toranzo.
- l'infant Joan Alfons de Castella (1341-1359), senyor de Badajoz i Jerez de la Frontera
- l'infant Sanç d'Alburquerque (1342-1374), comte d'Alburquerque
- l'infant Pere de Castella (1345-1359)

## Vida política
Va mantenir una gran fermesa davant la noblesa castellana, a la qual li retallà poder des que es va fer càrrec del tron, ja que durant la seva minoria d'edat es revoltaren contra el seu poder. Per arribar a sotmetre-la no li va importar recórrer a l'ajusticiament dels nobles o fins i tot als assassinats. El 1331 el seu principal opositor, Alfonso de la Cerda, li reté homenatge. Joan Manuel de Castella i el seu cunyat Joan III Nunyez de Lara es van tornar a revoltar en 1334, i el darrer fou assetjat a San Juan de Gaztelugatxe.
Durant el seu regnat va mantenir la lluita contra els musulmans pel territori del sud peninsular. Així durant la Reconquesta va aconseguir arribar fins a l'estret de Gibraltar gràcies a la batalla de Teba el 1330, la batalla del riu Salado de 1340 i a la conquesta el 1344 de la ciutat d'Algesires - (setge d'Algesires), gràcies també a la col·laboració de la Corona d'Aragó amb ràtzies el 1333 i el 1333, i el Regne de Portugal.
Alfons XI va morir a Gibraltar víctima de la pesta el 26 de març de 1350, i fou succeït pel seu fill primer Pere I de Castella, últim rei de la dinastia Borgonya.